# 坎普斯-杜若尔当
坎普斯-杜若尔当是巴西圣保罗州的一个市镇。总面积289.512平方公里，总人口44703人，人口密度154.4人/平方公里。